# June Haver
June Haver (Rock Island, 10 de junho de 1926 — Brentwood, 4 de julho de 2005) foi uma atriz estadunidense. Preparada pela 20th Century Fox para ser "a próxima Betty Grable", Haver apareceu em uma série de musicais, mas nunca alcançou a mesma popularidade de Grable.

## Início da vida
Nascida como June Stovenour, em 10 de junho de 1926, em Rock Island, Illinois, Haver mais tarde adotou o sobrenome de seu padrasto, Bert Haver. Após a família se mudar para Ohio, Haver, aos sete anos, entrou e venceu um concurso do Conservatório de Música de Cincinnati. Aos 10 anos, ela retornou a Rock Island, onde começou a se apresentar para Rudy Vallée.
Como sua mãe era atriz e seu pai, músico, Haver frequentemente se via em dúvida sobre qual carreira seguir. Aos oito anos, ela passou em um teste de cinema imitando atrizes famosas, como Greta Garbo, Katharine Hepburn e Helen Hayes. No entanto, sua mãe proibiu-a de entrar para a indústria cinematográfica como atriz infantil, achando-a jovem demais para isso.
Durante sua adolescência, Haver trabalhou regularmente como cantora de banda, se apresentando com a Orquestra de Ted Fio Rito por US$ 75 por semana. Também trabalhou com outros líderes de banda, como Dick Jurgens e Freddy Martin, além de se tornar uma conhecida estrela infantil no rádio.

## Carreira

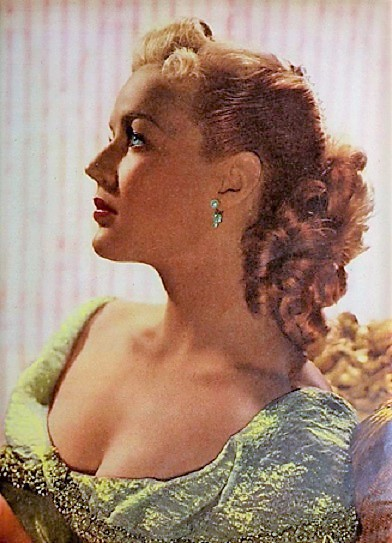
June Haver em 1952.

Depois de se mudar para a Califórnia com sua mãe, Haver estreou em quatro curtas musicais na Universal Pictures, sendo que um deles, Trumpet Serenade (1942), contou com a participação da Orquestra de Tommy Dorsey. Em seguida, a 20th Century Fox ofereceu-lhe um contrato. Seu primeiro filme na companhia foi The Gang's All Here (sem créditos), dirigido por Busby Berkeley, com Alice Faye e Carmen Miranda nos papéis principais. No ano seguinte, ela estrelou Home in Indiana (1944), ao lado de Jeanne Crain e Lon McCallister.
Antes mesmo do lançamento de Home in Indiana, Haver foi designada para substituir Alice Faye no musical Irish Eyes Are Smiling (1944). No entanto, a Fox não conseguiu convencer Faye a desistir de sua aposentadoria, e Haver assumiu o papel da irmã mais nova de Betty Grable em The Dolly Sisters (1945), uma ficção sobre as famosas atrizes de vaudeville. Durante sua carreira na Fox, Haver foi inicialmente preparada para se tornar a próxima Betty Grable. Apesar das frequentes comparações entre as duas atrizes, Haver refutou os rumores de rivalidade, afirmando: "Betty é uma grande estrela e eu estou apenas começando".
Aos 19 anos, Haver conheceu Fred MacMurray, seu futuro marido, que na época tinha 37 anos, no set de Where Do We Go From Here? (1945), o único filme em que atuaram juntos. Em 1946, ela estrelou Wake Up and Dream e Three Little Girls in Blue, ambos bem recebidos e que trouxeram sucesso moderado. No ano seguinte, o papel de Katie em I Wonder Who's Kissing Her Now foi escrito especialmente para ela.
Em 1948, Haver estrelou Scudda Hoo! Scudda Hay!, uma comédia dirigida por F. Hugh Herbert. Nesse filme, Marilyn Monroe fez sua primeira aparição no cinema, embora pequena. Vestida com um avental e descendo a escada de uma igreja, ela diz: "Oi, Rad" para a personagem de Haver, que responde: "Oi, Betty". Após o sucesso de Monroe, a 20th Century Fox alegou que a fala de Monroe havia sido cortada, mas o historiador de cinema James Haspiel afirma que a fala permaneceu intacta, com Monroe também aparecendo em uma tomada ao lado de outra mulher remando uma canoa.
No ano seguinte, Haver estrelou The Daughter of Rosie O'Grady e I'll Get By. Em 1951, ela se uniu a Marilyn Monroe, a nova estrela da Fox, para co-estrelar com William Lundigan na comédia de baixo orçamento Love Nest. Embora Haver fosse o nome principal no elenco e mais conhecida, a maior parte da publicidade do filme foi centrada em Monroe. O filme foi produzido em preto e branco. Os outros 15 filmes que Haver fez entre 1943 e 1953 foram filmados em Technicolor, um recorde para uma atriz da Era de Ouro de Hollywood.
Após seu casamento com MacMurray, Haver se aposentou das telas. Suas últimas aparições foram como ela mesma no The Lucy-Desi Comedy Hour em 1958 e em Disneyland '59. Sua última participação em um filme foi em 1953, em The Girl Next Door.

## Vida pessoal

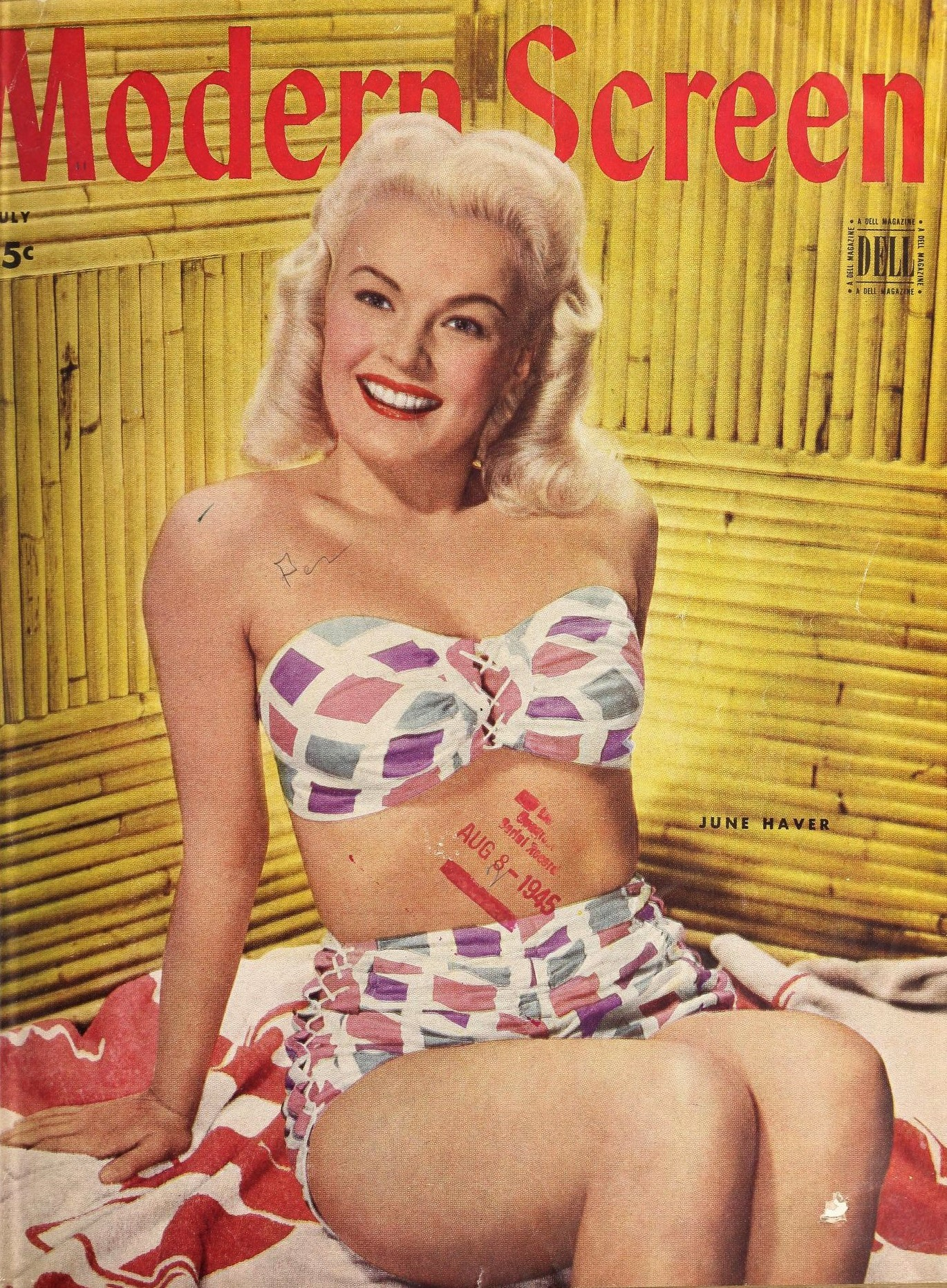
June Haver para Modern Screen, Julho de 1945.

Haver insistiu que sempre foi muito próxima de sua família. Suas irmãs a seguiram para Hollywood e serviram como suas substitutas, enquanto sua mãe atuava como secretária pessoal de Haver.
Em 9 de março de 1947, Haver se casou com o trompetista James Zito. Ela o conheceu aos 15 anos, enquanto fazia turnê com a orquestra de Ted Fio Rito. Inicialmente, perderam o contato quando Haver se mudou de Illinois para Beverly Hills, mas começaram a namorar quando ela fez uma breve visita à sua cidade natal, já como atriz de cinema. Haver entrou com o pedido de divórcio menos de um ano após se casar com Zito, obtendo um decreto interlocutório em 25 de março de 1948. Ela admitiu à imprensa que o casamento foi um fracasso desde o início, dizendo: "Quero esquecer o mais rápido possível. Estava casada há poucas horas quando percebi que nunca tinha conhecido Jimmy. Ele era um estranho. Estava no alto ou no baixo. Nunca soube, de um momento para o outro, como ele seria". Por ser uma católica devota, Haver tentou fazer o casamento funcionar, voltando-se para a igreja na tentativa de superar sua infelicidade.
Após o divórcio de Zito, Haver começou a namorar o Dr. John L. Duzik, com quem já havia se relacionado antes de se casar com Zito. Eles planejavam se casar, mas Duzik faleceu em 31 de outubro de 1949, após complicações de uma cirurgia. Enquanto cuidava dele nos últimos dias de vida, Haver começou a frequentar a igreja com mais regularidade. Segundo amigos, ela foi inspirada a se tornar freira. Após a morte de Duzik, Haver supostamente se cansou de Hollywood e nunca mais se apaixonou pelos homens com quem namorou depois disso.
Em fevereiro de 1953, Haver tornou-se postulante das Irmãs da Caridade de Leavenworth, uma organização com sede em Leavenworth, Kansas. No entanto, ela permaneceu lá apenas até outubro, alegando ter saído por "problemas de saúde".
Naquela época, Haver reencontrou Fred MacMurray, um dos homens mais ricos e conservadores de Hollywood, com quem havia trabalhado em um filme quando tinha 18 anos. Ele estava casado na época, mas, após o reencontro, um romance se desenvolveu entre os dois. Em 28 de junho de 1954, casaram-se. Haver afirmou à imprensa: "Quando me casei com Fred, ele estava muito preocupado. Ele era muito cuidadoso com o dinheiro. Não era um 'catador de fiapos', mas já havia se tornado um homem de hábitos bem definidos, mais do que qualquer outro homem que eu conhecesse".
Haver insistiu em adotar uma filha, mas MacMurray, 18 anos mais velho, inicialmente recusou, explicando que já era pai. No entanto, logo depois, ele concordou em adotar uma criança. Com a ajuda de um médico, o casal conseguiu adotar filhas gêmeas. MacMurray faleceu em 1991.

## Morte

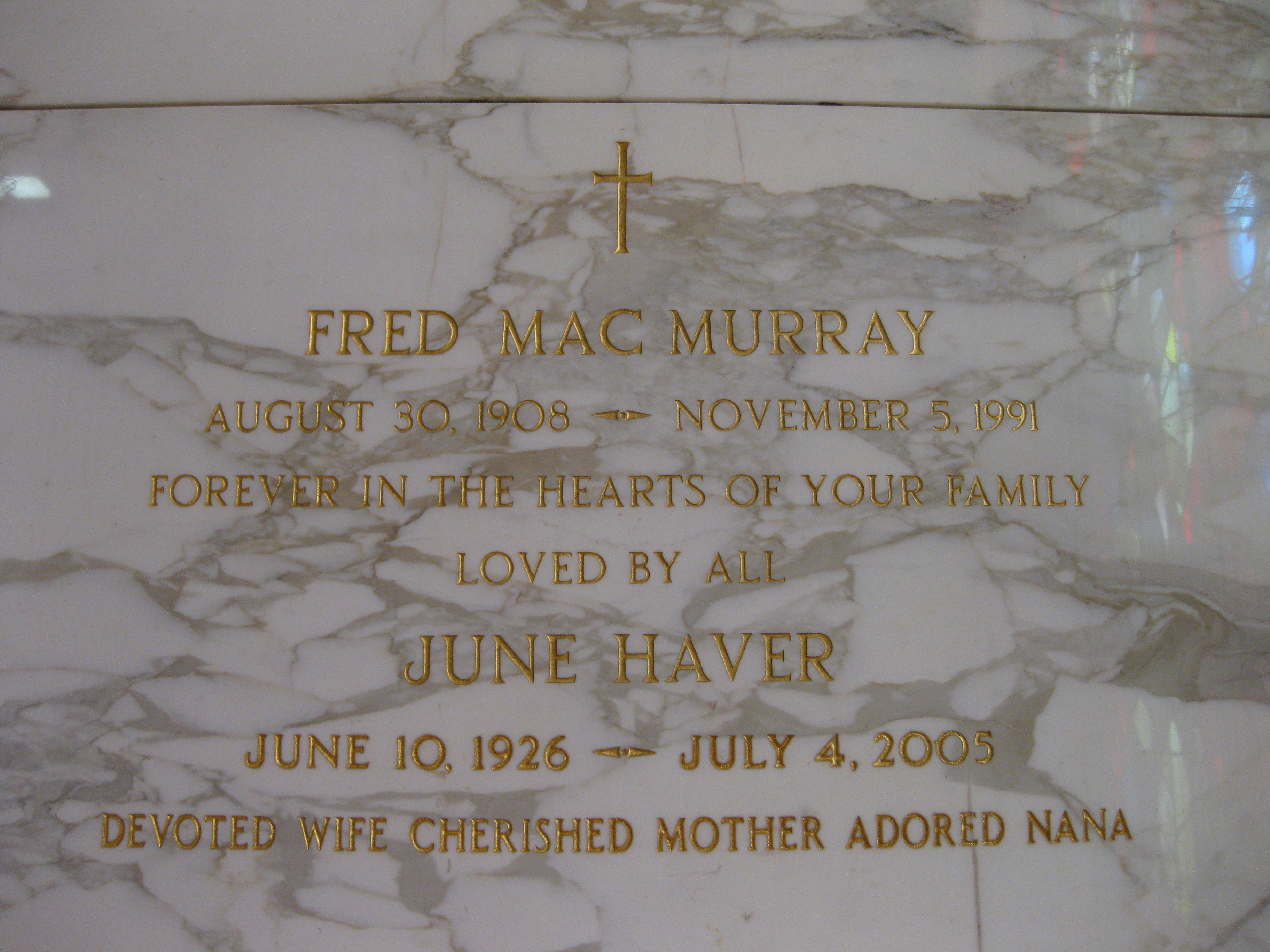
A sepultura de Fred MacMurray e June Haver.

Haver morreu de insuficiência respiratória em 4 de julho de 2005, em sua casa em Brentwood, Califórnia, aos 79 anos de idade e foi enterrada no Holy Cross Cemetery, em Culver City. Ela deixou dois enteados (do primeiro casamento de MacMurray), suas filhas gêmeas adotivas, e sete netos.

## Filmografia
- Entre a Loura e a Morena (sem créditos; 1943)
- Amor Juvenil (1944)
- Olhos Travessos (1944)
- Alegria, Rapazes! (sem créditos; 1944)
- Fantasia de Amor (1945)
- As Irmãs Dolly (1945)
- Desperte e Sonhe (1946)
- Precisa-se de Maridos (1946)
- I Wonder Who's Kissing Her Now (1947)
- Torrentes de Ódio (1948)
- Look for the Silver Lining (1949)
- Bonequinha Linda (1949)
- Vocação Proibida (1950)
- De Corpo e Alma (1950)
- O Segredo das Viúvas (1951)
- A Noiva de Papai (1953)